# Visma Arena
El Växjö Arena o Visma Arena por razones de patrocinio, es un estadio de fútbol ubicado en la ciudad de Växjö, Suecia. El estadio fue inaugurado en 2012 y es utilizado por el club Östers Växjö IF que milita en la Allsvenskan, la máxima categoría del fútbol profesional en el país escandinavo, y por el club femenino Växjö DFF de la Damallsvenskan.

## Historia
Los trabajos de construcción comenzaron el 31 de marzo de 2011 con la colocación de la primera piedra por parte del presidente de la Svenska Fotbollförbundet, Lars-Åke Lagrell. Dos días antes, la empresa constructora sueca Myresjöhus se convirtió en el patrocinador principal por una suma de dinero no revelada, por lo que fue conocido como Myresjöhus Arena entre 2012 y 2020. El nuevo estadio se construyó en el complejo deportivo de Arenastaden, que alberga también al antiguo estadio del club el Värendsvallen. Además del nuevo recinto, también se construyó un nuevo estadio de hockey sobre hielo, un estadio de Floorball y un estadio de atletismo cubierto.
El estadio tiene capacidad para 12.173 espectadores para partidos de fútbol. De estos lugares, alrededor de 10.000 están sentados y 2.000 de pie. También hay 20 espacios accesibles para sillas de ruedas.
El primer partido  del Östers IF en el nuevo estadio tuvo lugar el 3 de septiembre de 2012, durante la jornada 22 de la Superettan (segunda liga) contra su rival IFK Värnamo, partido finalizado en un empate 1-1. Durante este partido, Andreas Wihlborg marcó el primer gol en la historia del estadio.
El estadio fue una de las siete sedes de la Eurocopa Femenina 2013, además de tres partidos de la ronda preliminar, se jugó un juego de cuartos de final.
El 4 de febrero de 2020, Östers IF firmó un nuevo contrato de patrocinio de seis años con Visma Spcs AB. Desde el 1 de julio de 2020, el estadio pasó a llamarse Visma Arena. Para partidos internacionales se utiliza el nombre Växjö Arena.

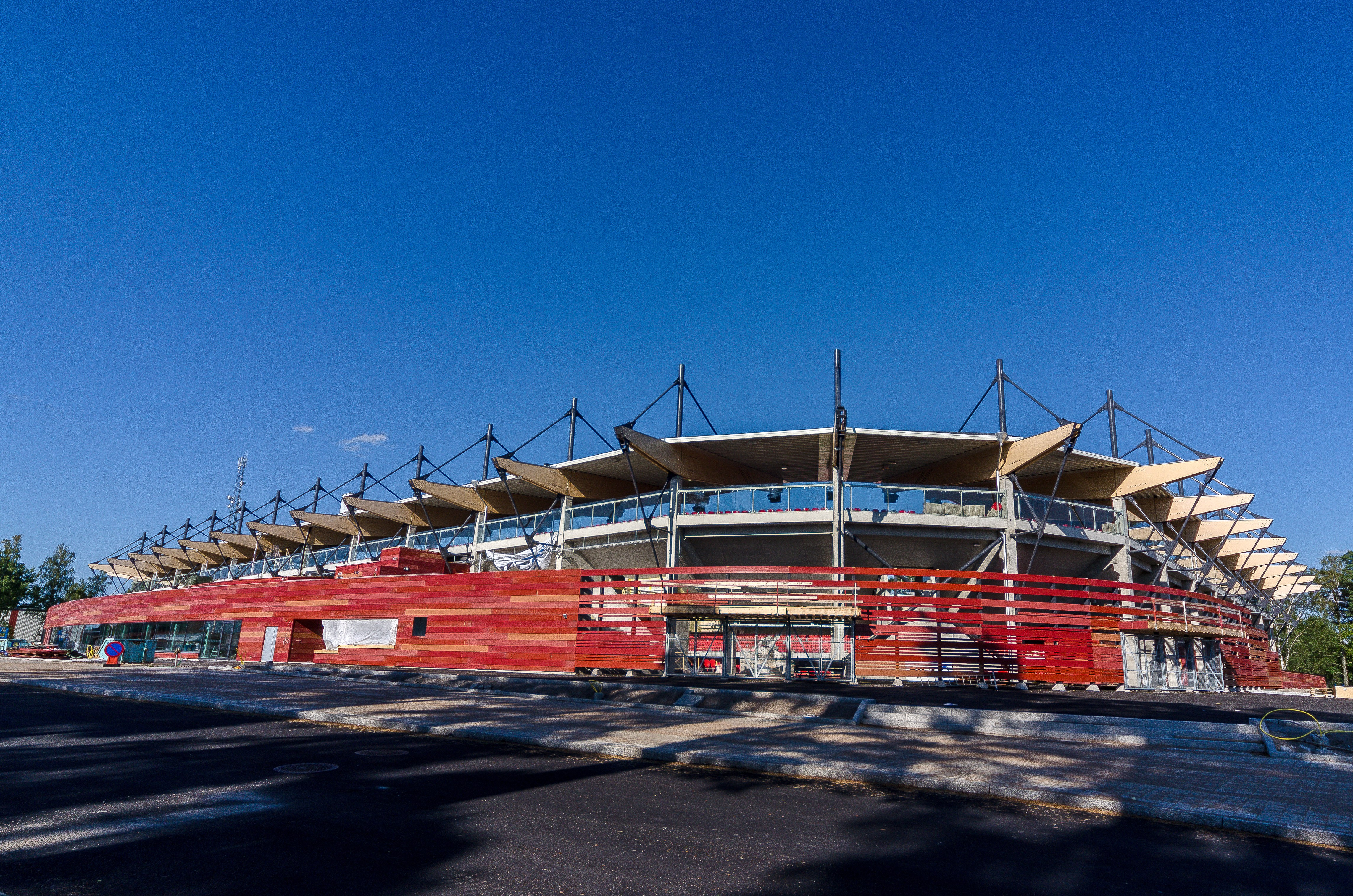
Exterior del estadio
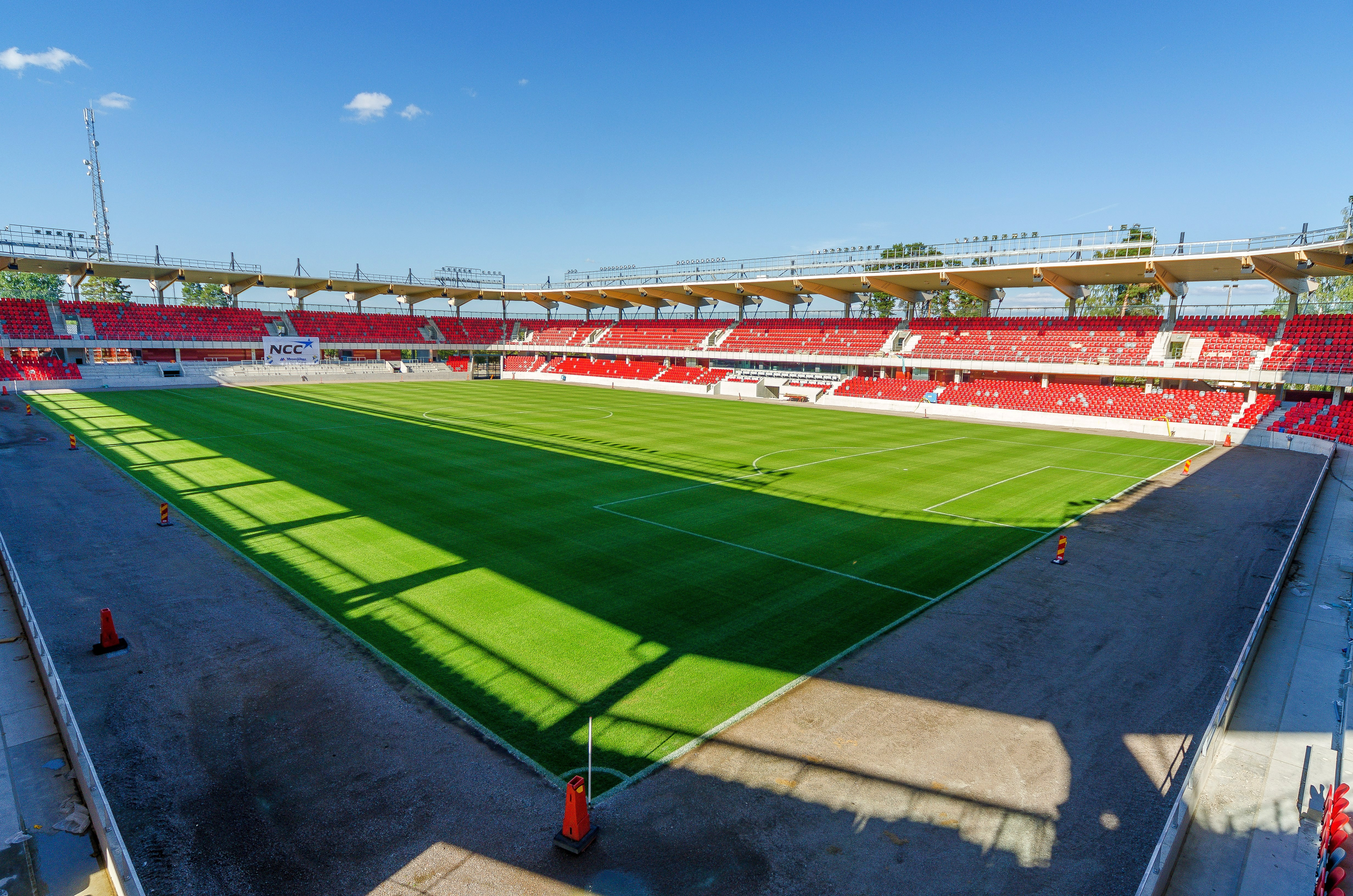
Interior del estadio

## Eurocopa Femenina 2013
El estadio albergó cuatro partidos de la Eurocopa Femenina 2013, tres de fase de grupos y un partido de octavos de final.
| Fecha               | Selección #1 | Resultado | Selección #2 | Ronda            | Espectadores |
| ------------------- | ------------ | --------- | ------------ | ---------------- | ------------ |
| 11 de julio de 2013 | Alemania     | 0–0       | Países Bajos | Grupo B          | 8,861        |
| 14 de julio de 2013 | Islandia     | 0–3       | Alemania     | Grupo B          | 4,620        |
| 17 de julio de 2013 | Países Bajos | 0–1       | Islandia     | Grupo B          | 3,406        |
| 21 de julio de 2013 | Italia       | 0–1       | Alemania     | Cuartos de final | 9,265        |